# بروكلين ديلي إيغل
بروكلين ديلي إيغل (بالإنجليزية: Brooklyn Eagle)‏ كانت صحيفة يومية تُصدر في بروكلين في مدينة نيويورك، لمدة 114 سنة في الفترة الواقعة ما بين 1841-1955.